# 벨린초나 성채군
벨린초나 성채군은 스위스 티치노주의 주도인 벨린초나 마을 주변에 위치한 요새 그룹이다. 알파인 산기슭에 위치한 이 그룹은 요새화된 성벽과 카스텔그란데, 몬테벨로 및 사소 코르바로라는 3개의 성으로 구성되어 있다. 카스텔그란데는 계곡이 내려다 보이는 바위 봉우리에 위치하고 있으며, 구시가지를 보호하는 몬테벨로와 연결되는 일련의 성벽이 있다. 3개의 성 중 가장 높은 사소 코르바로는 다른 2개의 성 남동쪽의 외딴 바위곶에 위치해 있다. 방어벽이 있는 벨린초나 성은 유네스코에 등재되었다. 2000년부터 세계문화유산으로 지정되었다.

## 역사

### 선사시대와 로마시대
벨린초나는 항상 스위스 알프스에서 중요한 지리적 위치를 차지하고 있다. 티치노와 모에사가 만나는 아르베도에서 남쪽으로 몇 킬로미터 떨어져 있다. 누페넨, 성 고트하르트, 루크마니에 및 산베르나르디노를 포함하여 북부에서 남부 유럽을 연결하는 여러 주요 알파인 고개 루트는 모두 벨린초나 주변 지역에 수렴되어 주요 무역 중심지이다.
이 지역은 신석기 시대 초기부터 점거되었지만, 로마 황제 아우구스투스의 통치기간 동안 카스텔그란데로 알려진 거대한 편마암 노두에 요새가 세워진 것은 기원전 1세기 후반이 되어서였다. 요새는 다음 세기에 황폐해졌지만, 4세기에 재건되어 크게 확장되었다.디오클레티아누스와 콘스탄틴 대제 시대 이탈리아 북부를 침략으로부터 보호하기 위해 일련의 성과 망루가 세워졌다. 벨린초나의 위치는 방어의 요점으로 인식되어 카스텔그란데에 큰 성이 세워졌다. 수백 명을 수용할 수 있는 코호트를 수용할 수 있는 이 성은 475년에 900명의 알레만족, 군대가 소규모 성 수비대에 의해 패배했을 때 테스트를 거쳤다.

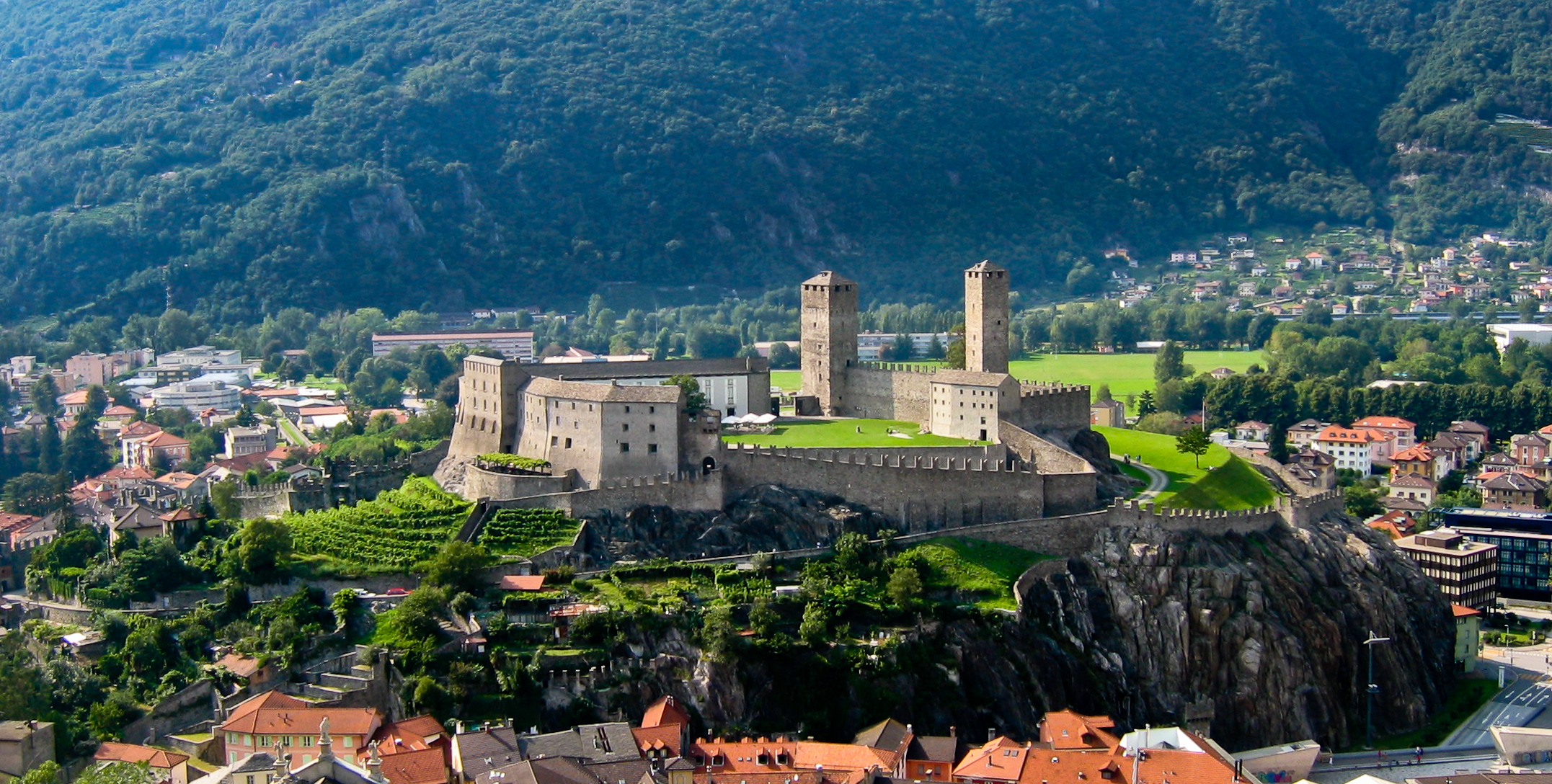
몬테벨로에서 본 카스텔그란데. 좁은 계곡에 있는 성곽암의 위풍당당한 위치 때문에 이곳은 요새를 쌓기 위한 자연스런 장소가 되었다

서기 500년경의 동고트족, 6세기 중반의 동부의 비잔틴 제국, 568/70년의 랑고바르드족을 포함한 서로마 제국의 후계국이 멸망한 후 벨린초나를 장악하고 카스텔그란데성을 사용했다. 주변 고개의 제어를 주장한다. 랑고바르드족의 아래에서 벨린초나는 이웃한 프랑크족과 알레만니족의 습격으로부터 지역을 보호하기 위해 영구적인 수비대가 되었다. 역사가인 투르의 그레고리우스는 590년 프랑크족의 침공이 성의 랑고바르드족 수비수들의 거센 저항에 부딪치면서 끝났다고 기록한다. 전설에 따르면 공격하던 사령관이 수비수의 창에 찔려 전사하면서 침공이 끝났다고 한다. 벨린초나에서 랑고바르드족은 바레세에서 폰테 트레사, 몬테 체네리 고개, 비아스카를 거쳐 마지막으로 루크마니에 고개를 통해 쿠어로 가는 중요한 무역로의 교통을 통제했다. 일부 연구자들은 벨린초나가 티치노에 있는 계곡의 대부분을 포함하는 백국령의 수도였을 것이라고 생각한다.

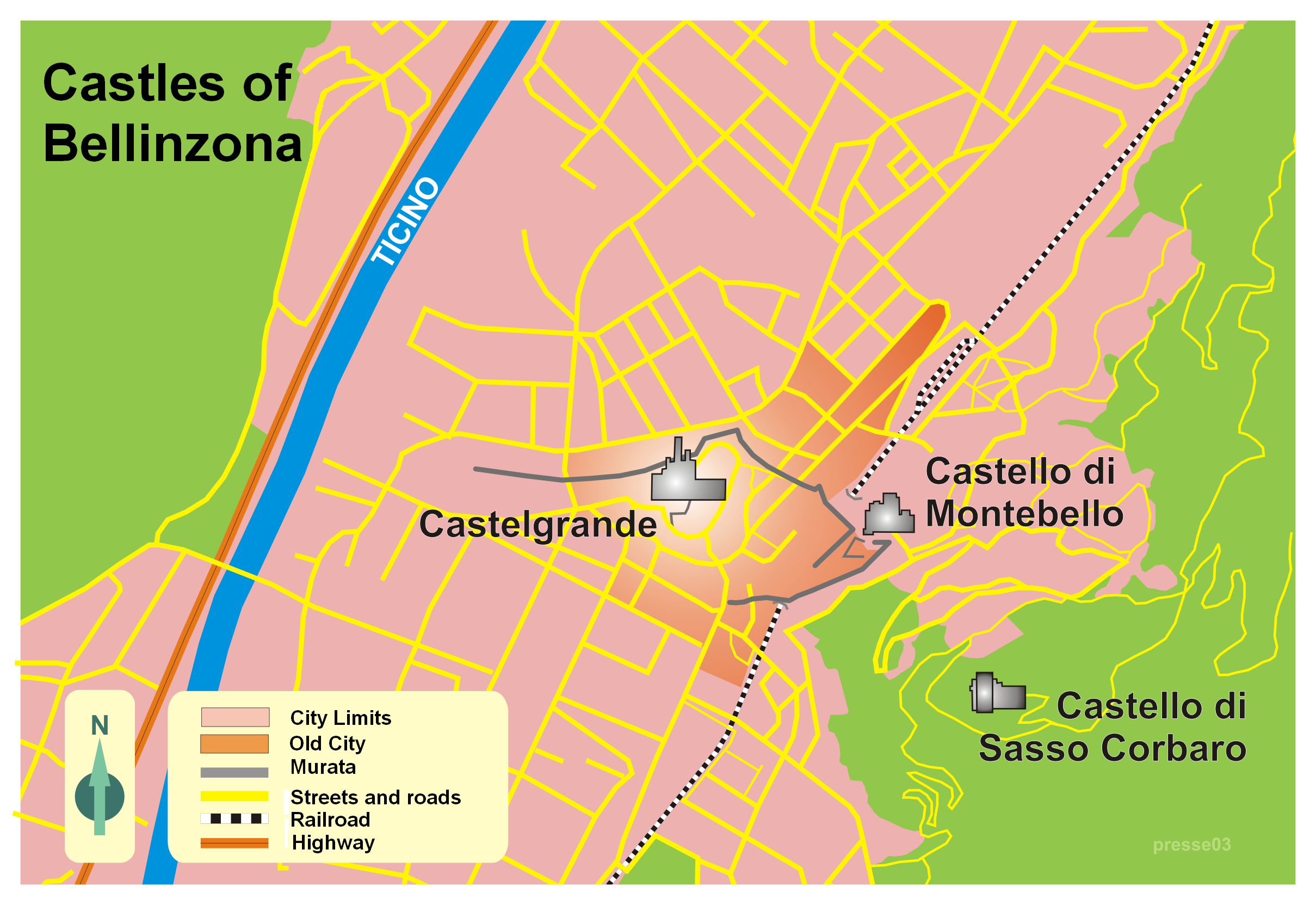
벨린초나 성채군의 위치

774년경 프랑크 왕국( 카롤링거 제국이 됨)은 벨린초나를 포함한 티치노 계곡의 지배권을 얻었다. 카스텔그란데는 예배당, 아파트, 타워 및 막사로 확장되었다. 오래된 건물과 성벽이 재건되고 강화되었다. 그러나 성의 남쪽 부분은 약 800년에 우발적인 화재로 보이는 것에 의해 파괴되었다.

### 중세 초기
약 200년 후 신성로마제국의 황제 오토 3세는 고대 로마의 영광을 회복하고 이탈리아로 확장하고자 하여 루크마니에와 생베르나르 고개를 열었다. 벨린초나의 통제권을 확보하는 것이 이 확장의 핵심 부분이었다. 이 도시는 밀라노에서 빼앗아 오토 왕조를 지원한 코모 주교에게 선물로 하사되었다. 1002년 오토 3세가 사망한 후 이브레아의 후작 아르두이노 디브레아는 스스로를 이탈리아의 왕으로 선언하고, 카스텔그란데에 대한 주교의 소유권을 비준했다. 2년 후, 아르두이노가 독일 왕 하인리히 2세에게 패배한 후, 하인리히 2세의 부하 엔리코 2세는 코모의 주교에게 카스텔그란데의 선물한 것을 재비준했다. 주교는 주교궁으로 알려지게 된 내부 요새만 소유했다. 그러나 주교궁의 많은 귀족들은 성 부지 내에 탑과 건물을 위탁했다.

### 교황과 황제의 갈등

비스콘티 가문의 문장 (1395)

비스콘티 치하에서 벨린초나는 번성했고 카스텔그란데는 확장되었다.
11세기 후반의 서임권 투쟁 동안 성이 있는 벨린초나시는 슈바벤의 호엔슈타우펜가의 통제하에 놓였다. 그러나 1180년에 프리드리히 1세(바르바로사)는 이 도시를 코모 시 관할 하에 두었다. 다음 해에 신성 로마 제국 황제와 교황과의 갈등 국면에서 코모는 교황을 지지하는 경향이 있었다. 그러나 1239년에 코모는 신속하게 군대를 벨린초나로 이동시키고 카스텔그란데를 강화한 황제 프리드리히 2세의 편에 섰다. 1242년 밀라노는 벨린초나를 점령하기 위해 시모네 디 오렐로의 지휘 아래 구엘프 (또는 친교황파) 군대를 파견했다. 알프스 남쪽의 황제를 약화시킨 도시와 성은 함락되었다. 그러나 이 도시는 1249년에 다시 코모의 관할 하에 돌아갔다. 북부 이탈리아에서 분쟁이 계속되었고, 카스텔그란데는 1284년, 1292년, 1303년에 여러 차례 포위되었다. 이 기간 동안 코모의 루스카 가문은 기벨린 가문이나 친제국 가문, 친교황파인 비스콘티 가문에서 밀라노의 성장하는 세력과 일부의 성과만 거부며 싸웠다. 13세기 말경 루스카 가문은 벨린초나에 몬테벨로라는 또 다른 성을 지었고, 이 성을 지배했다. 이것은 1335년까지 루스카 가문이 코모에서 쫓겨났고, 벨린초나로 후퇴해야 했기 때문에 운이 좋았다. 5년 후인 1340년에 밀라노는 벨린초나를 포위했다. 오랜 포위 공격 끝에 도시는 밀라노에 함락되었지만, 루스카스는 몬테벨로를 유지하는 것이 허용되었다. 친교황파 밀라노가 벨린초나를 다음 1세기 반 동안 지배하게 되었지만, 친황제파 루스카도 도시의 일부를 차지하게 되었다.

### 벨린초나의 확장

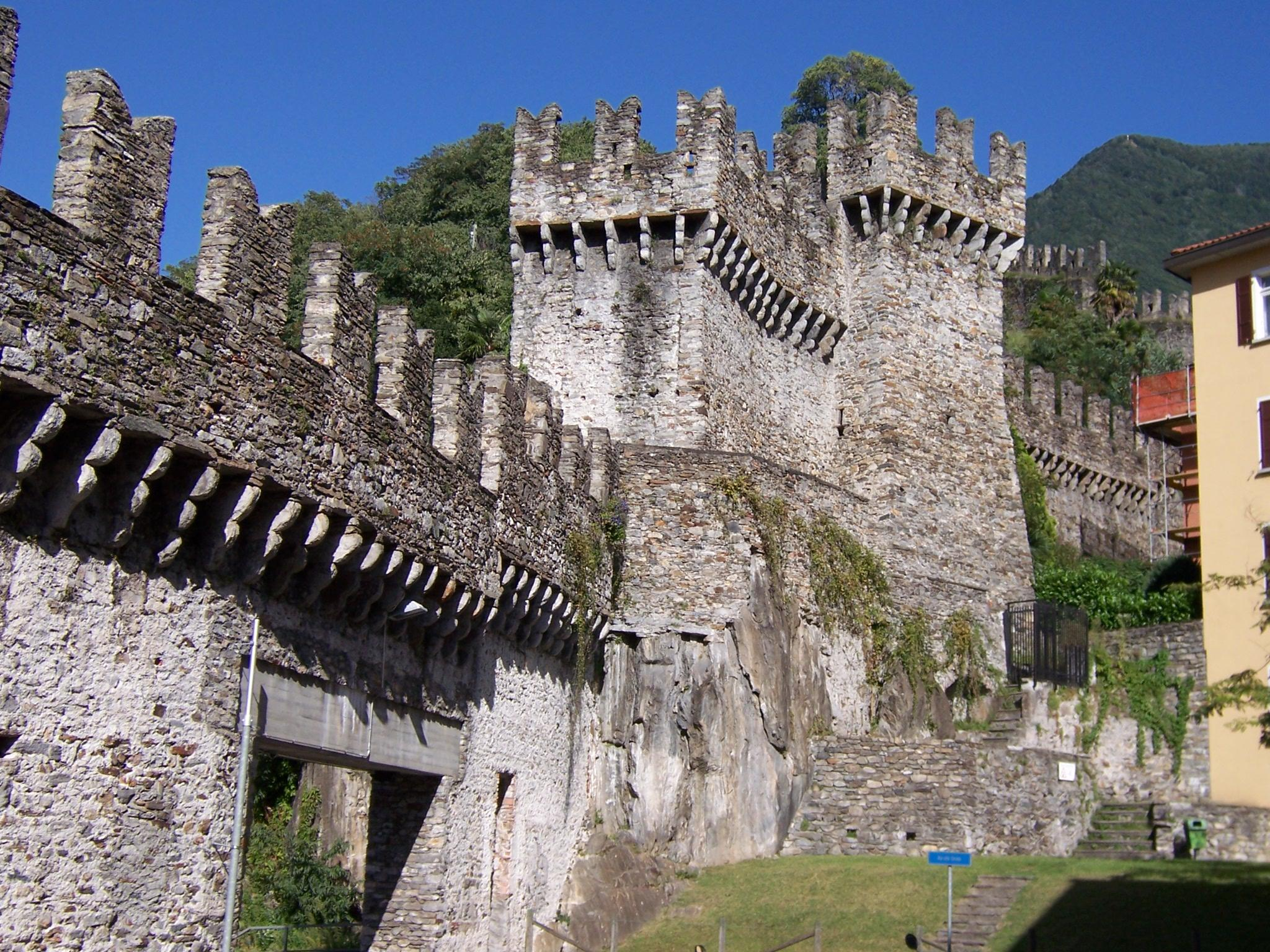
무라타라고 불리는 벨린초나의 성벽

비스콘티의 통제 하에 무역이 번성했고 벨린초나 시는 성장했다. 쇨레넨 다리가 개통된 후 성 고트하르트의 교통량이 역대 최고 수준으로 증가했다. 14세기 후반에 무라타(Murata)라고 알려진 긴 벽이 티치노 계곡 전체에 걸쳐 건설되었으며, 그 바닥의 폭은 벨린초나에서 약 1km이다. 이 벽을 통해 밀라노는 세인트 고타드 고개를 가로지르는 무역로를 보호하고 세금을 부과할 수 있었다. 이 도시는 1340년 이후 비스콘티를 통해 밀라노에 의해 통제되었지만, 비스콘티는 1396년 바츨라프 왕이 수여할 때까지 공식적인 칭호와 봉건적 권리가 없었다. 그러나 벨린초나의 질서 있는 성장은 1402년 기안 갈레아조 비스콘티 공작이 사망하면서 위협을 받았다. 1403년에 벨린 초나는 발 메솔치나의 알베르토 디 사코의 통제하에 놓였다. 그는 1419년까지 벨린초나를 보유하고 있었는데 우리와 옵발덴이 레벤티나 계곡으로 확장했다. 밀라노는 3년 후인 1422년에 도시를 매입하려는 제안이 스위스 연방에 의해 거부된 후 도시를 공격했다. 우리와 옵발덴의 군대는 도시에서 빠르게 쫓겨났고 나중에 1422년 6월 30일 아르베도 전투에서 패배했다. 이 패배는 한동안 마조레 호수에 대한 우리주와 그 동맹주들의 확장주의적 의도를 꺾었다.
기안 갈레아조 비스콘티의 죽음 이후 불안의 기간 동안, 세 번째 성의 핵심이 될 탑인 사소 코르바로가 도시 외곽에 세워졌다.
1426년 평화 조약으로 우리와 밀라노 사이의 국경이 확정되었지만, 1439년에 우리가 다시 침공했다. 벨린초나를 점령할 수는 없었지만, 스위스군의 승리로 밀라노는 레벤티나 계곡 전체를 우리에게 1441년에 폴 레지오에게 양도했다. 밀라노에서 우리와 동맹을 맺은 로카르노의 프랑키노 루스카와 발 메솔치나의 하인리히 사이. 승계 위기 이후의 전쟁은 프란체스코 1세 스포르자까지 거의 3년 동안 지속되었다. 밀라노에서 권력을 잡았다. 벨린초나는 새로운 스포르차 왕조와 그에 따른 평화와 안정을 빠르게 받아들였다.
1478년 스위스가 벨린초나를 다시 한 번 공격했지만, 실패하면서 평화는 다시 깨졌다. 그러나 스위스의 자존심은 600명의 스위스 군인이 10,000명의 밀라노 군대를 물리친 조르니코 전투로 회복되었다. 공격 후 밀라노는 거의 100년 전에 지어진 탑 자리에 사소 코르바로를 지었다. 나머지 두 성은 강화되었고 계곡을 가로지르는 무라타 성벽은 재건되었다. 현대 성곽과 요새의 대부분은 15세기 후반에 건설된 이 시기부터 시작된다.

### 스위스 연방의 준회원
1499년 거의 1세기 반의 밀라노 통치는 프랑스의 루이 12세의 밀라노 침공으로 끝났다. 그는 벨린초나를 점령하고 스위스의 공격을 두려워하여 1,000명의 군대로 카스텔그란데를 요새화했다. 1499/1500년 겨울내내 벨린초나에서 소요가 커졌고, 벨린초나 시민들의 무장 반란이 도시에서 프랑스군을 몰아낸 1월까지. 1500년 4월 루도비코 스포르자가 함락되고 프랑스로부터 보호를 구한 후 벨린초나는 1500년 4월 14일 스위스 연방에 합류했다. 벨린초나는 1798년 나폴레옹의 스위스 침공 이후 헬베티아 공화국이 수립될 때까지 우리주, 슈비츠주, 운터발덴주의 공동 통치 하에 있었다. 이제 벨린초나의 성은 더 이상 스위스를 방어하는 데 필요하지 않게 되자 성벽은 허물어질 수밖에 없었다. 1515년에 홍수가 났을 때, 무라타의 일부가 파괴되었을 때 피해가 복구되지 않았다. 각 칸톤은 3개의 성 중 하나를 소규모 수비대와 구식 포병으로 점유했다.

#### 1803년 이후
1803년 중재법에 따라 벨린초나는 티치노의 독립 주의 일부가 되었고 성은 국가 소유가 되었다. 몬테벨로, 사소 코르바로 및 성벽은 1900년까지 방치되어 심각한 파손 상태에 놓였다. 카스텔그란데는 병기고와 주의 감옥으로 사용되었다. 1850년에 새로운 연방 정부, 이웃 국가의 불안정을 우려하여 성 고트하르트 고개를 따라 방어 요새를 여러 개 건설했다. 이 프로젝트는 티치노의 많은 실업자들에게 일자리를 제공했다. 벨린초나의 건설에는 벨린초나의 중세 요새와 유사하도록 설계된 벽과 건물 막사가 포함되었다. 이 요새는 결국 카스텔그란데 단지의 일부가 되었다. 1881년에 정부는 카스텔그란데를 팔려고 했지만, 구매자를 찾지 못했다.
요새를 수리하려는 첫 번째 시도는 1900년경에 시작되었다. 1953년, 주 건국 150주년을 기념하여 성에 대한 주요 수리 프로젝트가 시작되었다. 그러나 가장 큰 재건축은 약 10년 동안 지속되어 1992년에 완료되었다. 티치노 건축가 오렐리오 갈페티가 이끄는 이 프로젝트는 건물의 용도를 변경하고 복원했다. 예를 들어, 성터는 공원이 되었고 중앙홀은 박물관 방이 되었다.
기링헬리 가문이 개인 소유였던 몬테벨로는 1902년에서 1910년 사이에 주에 양도되었으며, 복원되었다. 이 성은 현재 많은 고고학적 유물을 소장하고 있는 시민 박물관(Museo Civico)의 본거지이다. 1871년 사소 코르바로는 그룹에 의해 구입되어 호텔로 개조되었고 나중에 레스토랑이 추가되었다. 1919년에 주는 성의 추가 수정을 방지하기 위해 성을 보호했다. 1930년에서 1935년 사이에 복원되었으며, 1964년에서 1997년 사이에 티치노의 민속미술관(Museo delle arti e delle tradizioni popolari ticinesi)의 본거지였다.

## 카스텔그란데

### 성터

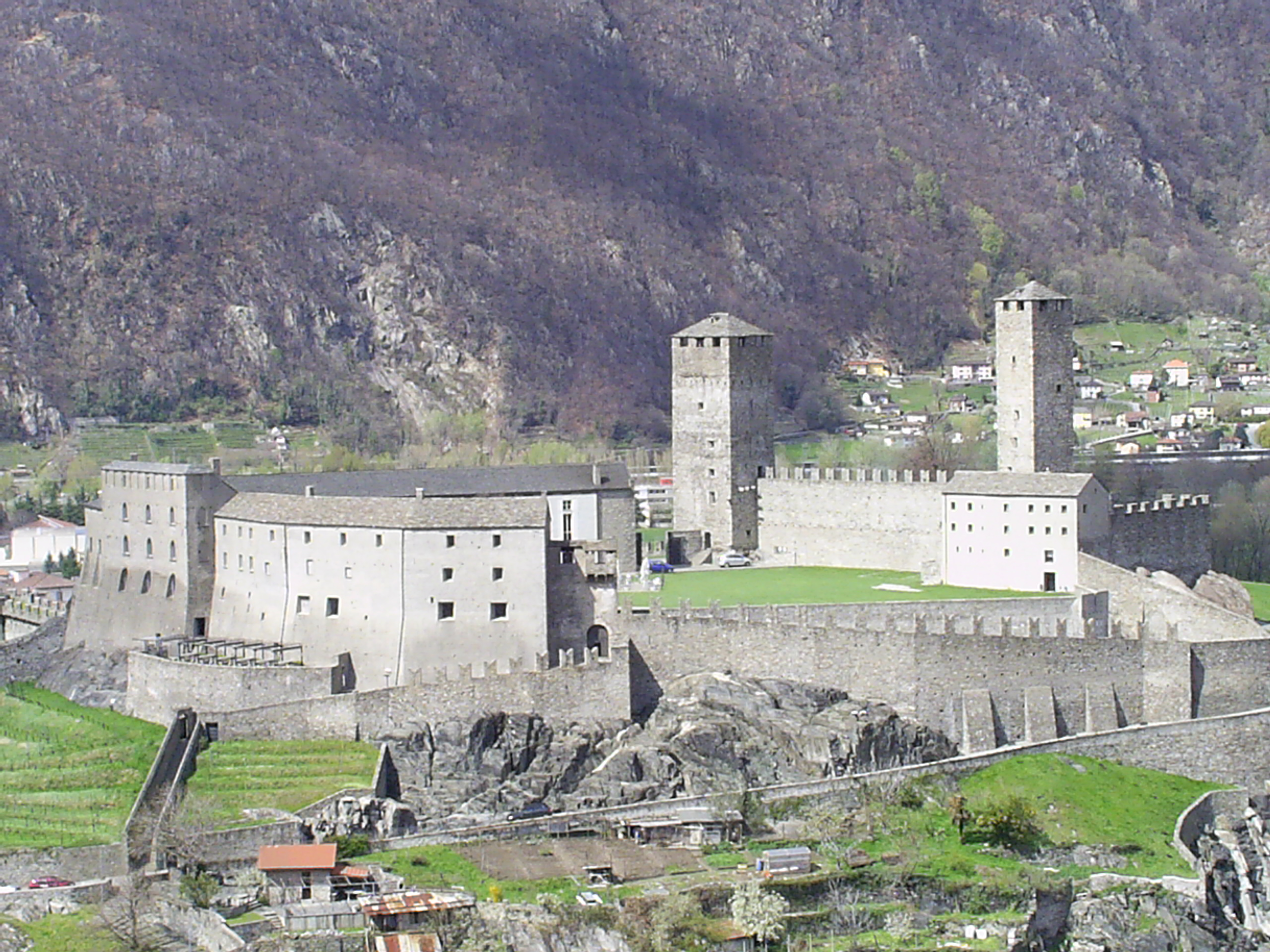
드넓은 성의 성벽과 탑을 보여주는 카스텔그란데

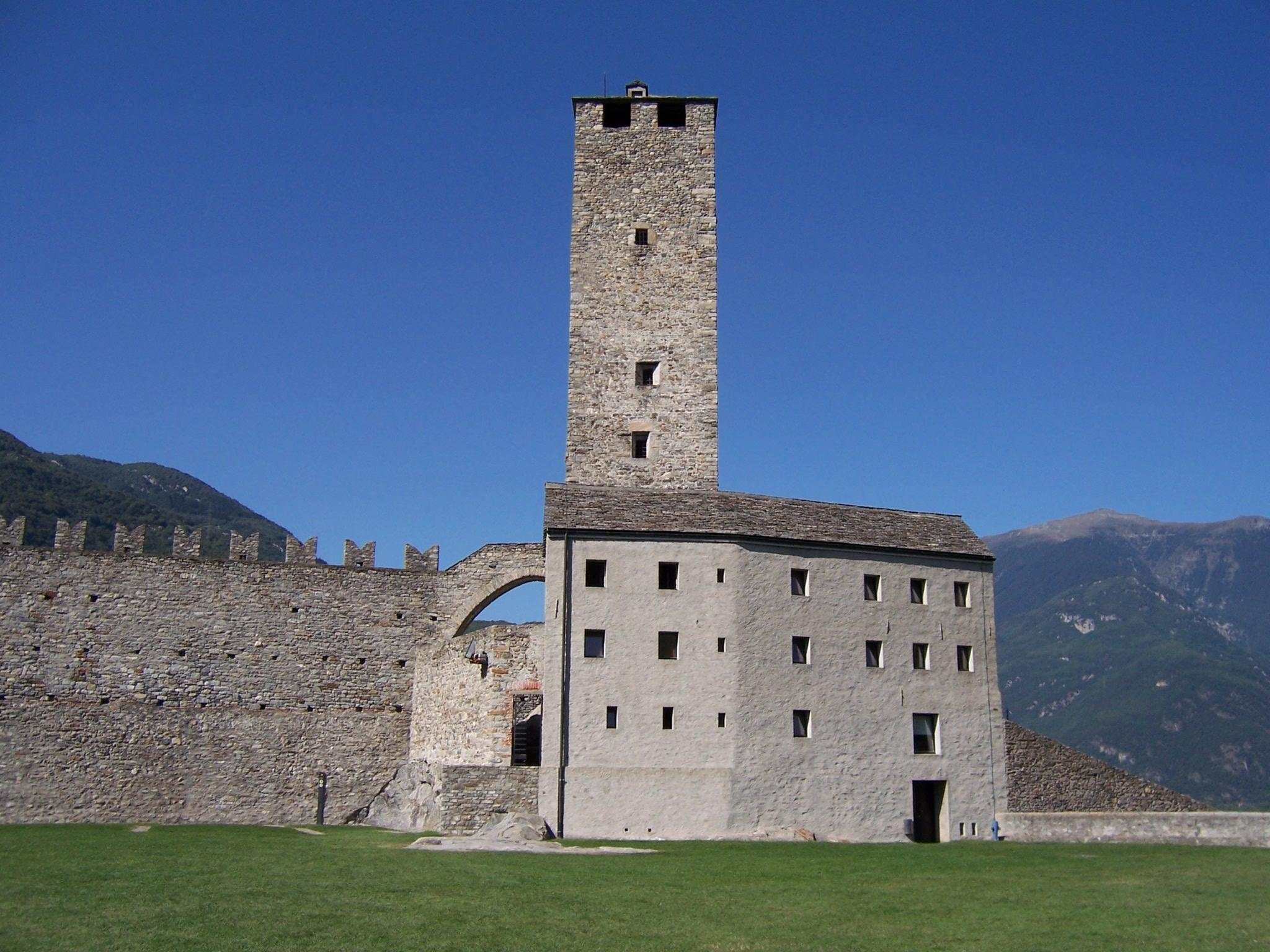
카스텔그란테의 하얀탑 (토레 비앙카)

카스텔그란데의 위치는 적어도 BC 1세기 후반부터 요새화되었으며, 13세기까지 벨린초나의 유일한 요새였다. 그 역사 동안 성은 요새(13세기 이전), 14-15세기의 고성(Old Castle), 1506년 이후의 운성(Un Castle), 1818년부터는 성 미카엘성(Saint Michael's Castle)으로 알려져 왔다.
카스텔그란데 언덕은 북쪽에 거의 수직인 측면과 가파른 남쪽 측면을 포함하지만, 거의 평평하고 직경이 150~200m이다. 언덕의 자연스러운 모양은 모든 인공 요새가 동일한 윤곽을 따르도록 장려했다. 로마 요새는 보이지 않지만, 로마 기초는 뒤이은 중세 시대 성에서 사용되었다. 중세 시대 성 중에서 유일하게 보이는 부분은 아직 서 있는 몇 개의 벽 조각뿐이다. 눈에 보이는 성의 대부분은 1250-1500년에 지어졌으며, 지난 2세기 동안 대대적인 개조와 일부 확장이 이루어졌다. 성벽 내부의 대부분은 이제 평평하고 열린 공간이다.
11세기부터 15세기까지의 기록과 고고학적 증거에 따르면 성터는 한때 건물로 가득 차 있었다. 그러나 이들 대부분은 밀라노 공작이 내부 공간을 확보하기 위해 철거했다. 열린 공간은 벨린초나에 주둔할 수 있는 군대를 위한 임시 거주지를 제공하는 역할을 하는 3개의 큰 외벽으로 나누었다. 밀라노 공작 치하에서 외부 요새가 확장되고 강화되었다. 벽이 올라가고 확장되었으며, 탑이 추가되었다. 서쪽 성벽은 완전히 재건되어 성벽과 연결되었다.
3개의 외벽를 분리하는 벽은 모두 성의 중앙에 위치한 14세기 테레 네라에서 퍼져간다. 동쪽에는 성에 있는 오래된 천수각의 일부였던 건물의 복합 단지가 있다. 내성의 중앙에는 13세기에 지어진 카스텔그란데의 가장 높은 탑인 토레 비앙카(Torre Bianca) 또는 화이트 타워(White Tower)가 있다. 토레 비앙카 주변 코모 주교궁(12세기에 언급됨)으로, 10세기 또는 11세기 이전 구조의 석조물을 포함할 수 있다. 성의 남쪽 경계를 표시하는 인근의 남쪽 별관은 이전 건물의 기초 위에 13세기와 15세기에 두 단계로 지어졌다. 남쪽의 윙의 서쪽에는 19세기에 무기고로 지어졌다가 20세기에 완전히 개조된 건물이 있다. 고고학 연구에 따르면 이 베일리에는 2개의 예배당이 있었지만, 기초만 발견되었다. 서쪽 베일리에서 아마도 성모 마리아에게 헌정된 교회의 폐허를 여전히 벽을 따라 볼 수 있다. 한때 이 외벽을 차지했던 나머지 건물은 모두 파괴되었다. 북쪽 베일리에는 분명히 건물이 있었지만, 파괴되었다. 깎아지른 듯한 절벽은 14세기나 15세기까지 성벽으로 요새화되지 않았다.

### 볼거리

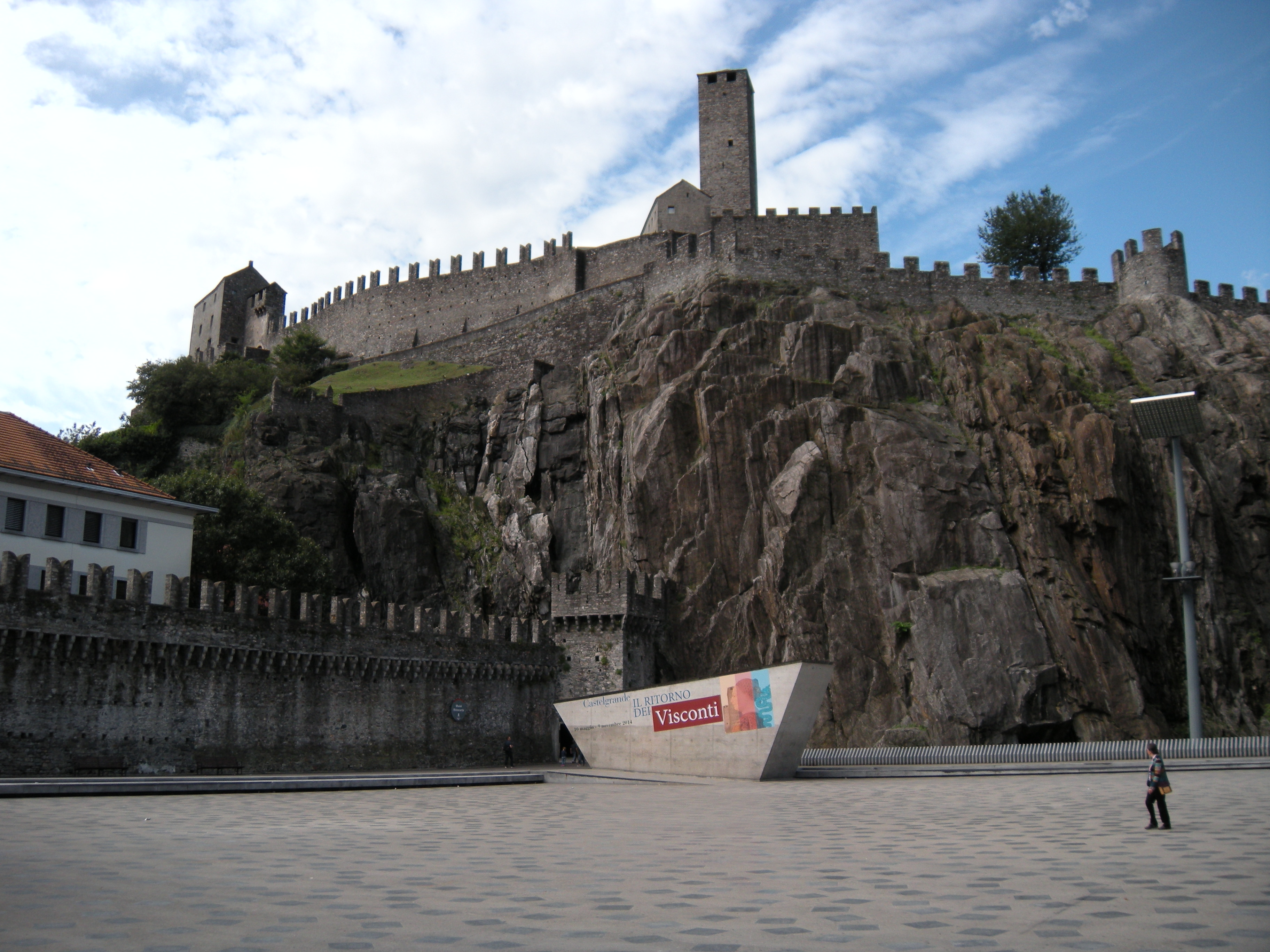
태양광장(Piazza del Sole)에서 본 카스텔라그란데

성은 바위 기슭에서 성 부지까지 엘리베이터를 타거나 도심에서 성벽을 통해 성곽으로 가파르고 좁은 길을 오르면 도달할 수 있다. 남쪽 윙에는 “6,500년 동안의 언덕 위의 인간 존재 ... 그리고 최초의 신석기 시대 마을에서 20세기까지의 기간을 다룬” 박물관이 있다. 박물관에는 또한 카사 기링헬리와 이전 여관인 알베르고 델라 세르비아(Albergo della Cervia)의 장식된 천장과 벨린초나의 박하 컬렉션이 포함되어 있다. 박물관은 일년내내 열려 있다. 박물관 서쪽에는 현재 레스토랑이 있는 19세기 무기고가 있다.

## 몬테벨로

### 성터

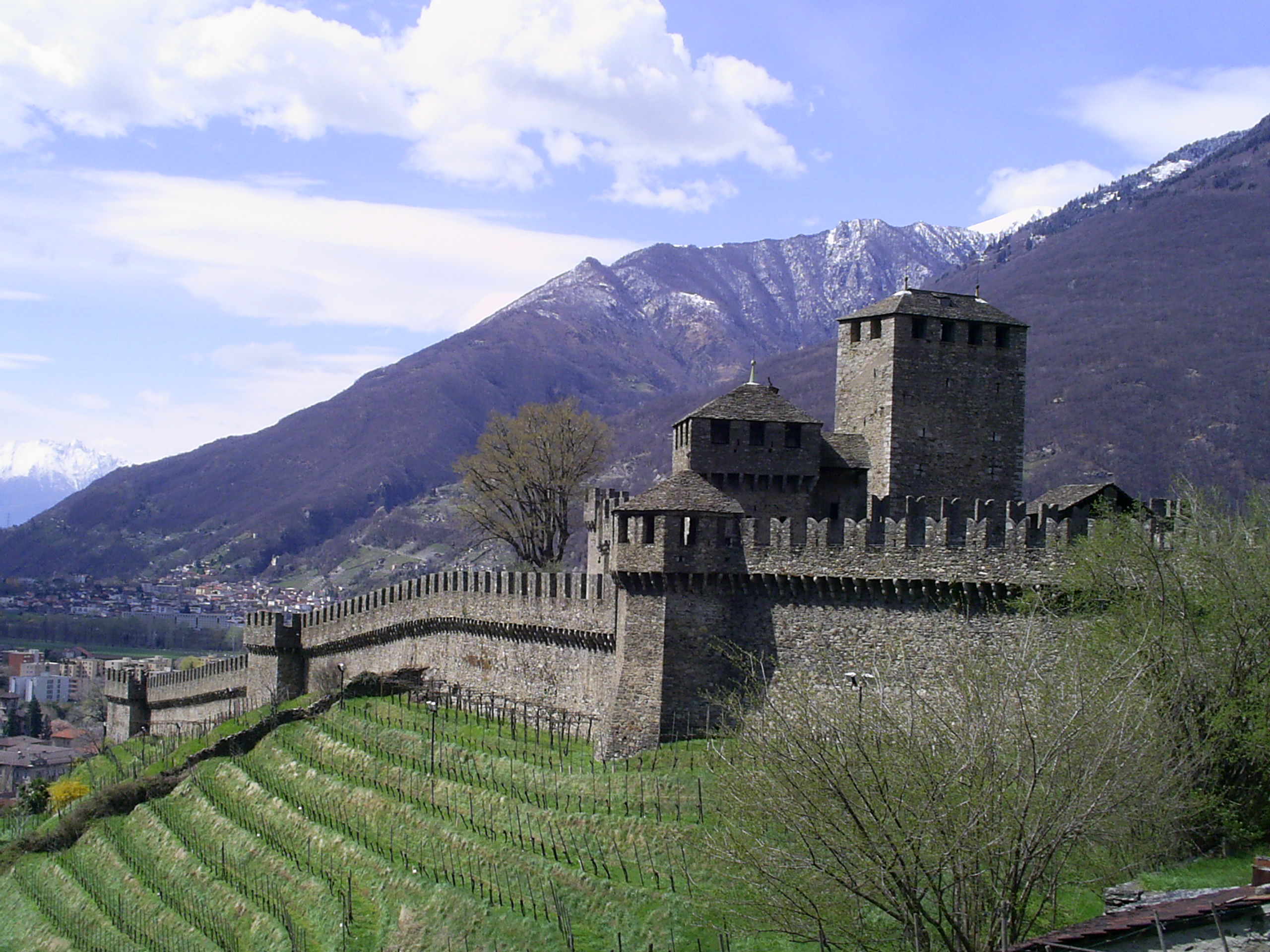
몬테벨로성은 도시 동쪽의 바위가 많은 언덕 꼭대기에 위치해 있으며 도시 성벽으로 카스텔그란데와 연결되어 있다

몬테벨로성은 15세기에는 소성(Small), 신성(New) 또는 중성(Middle Castle) 정도로만 알려지다가, 1506년부터는 슈비츠성(Schwyz Castle), 1818년 이후에는 성 마르틴성(St. Martin's Castle)으로 알려져 왔다. 이 성은 도심의 동쪽에 위치해 있다. 1313년 이전에 비스콘티의 승리와 카스텔그란데의 점령에 따라 성을 점령한 친제국 루스카 가문을 위해 지어졌다. 14세기 말에는 비스콘티의 손에 넘어갔다. 1462년에서 1490년 사이에 성을 개조하여 현재의 상태로 확장했다. 19세기에 성은 황폐해져서 1903년부터 보수되었다.
카스텔그란데와 달리 몬테벨로는 자연적인 특징에 의해 보호되지 않았다. 그저 벽을 보호하는 깊은 해자로 둘러싸여 있을 뿐이었다. 단지는 마름모꼴 모양이며, 남쪽과 북쪽의 성벽과 연결되어 있다. 성은 14세기 성벽으로 둘러싸인 원래의 중앙 천수각과 차례로 15세기 성벽으로 둘러싸인 3단계 건설 단계를 명확하게 보여준다.
내부 천수는 1313년 이전의 것으로 불규칙한 직사각형이다. 성의 북동쪽에 둔덕지붕 이 있는 흉벽은 1903년의 잘못된 재건인 것으로 보인다. 17세기의 판화는 4층 건물에 4층 건물에 천수각의 내부를 향해 경사진 지붕을 보여주고 있다. 성채는 높고 튼튼한 외벽으로 건축되었으며, 내벽을 따라 거주 공간과 다용도 건물이 있다. 원래 입구는 서쪽 벽의 높은 곳에 위치하며, 외부 계단을 올라야만, 도달할 수 있다. 내부 동쪽 외벽에 있는 우물은 원래 성에서 나온 것일 수 있다.
14세기 성벽은 15세기 후반 성벽에 부분적으로 포함되었지만, 일부 원래 섹션은 여전히 볼 수 있다. 내부 및 외부 도개교는 현대적인 복제품이지만, 14세기 관문은 돌출된 대문으로 지지된다.
15세기 성벽은 원래 복합 단지에서 715m 떨어진 곳에 위치하며, 동쪽에는 해자가 있고 남동쪽에는 둥근 아치가 있다. 14세기 성벽의 일부가 포함되어 있다. 화살촉 모양의 바비칸 이 해자의 동쪽에 추가되었고 북쪽의 또 다른 해자와 기계화된 흉벽으로 보호되었다. 남쪽에는 살인 구멍이 있는 게이트가 이번 확장에 추가되었다.
성 미카엘에게 헌정된 작은 예배당은 최근의 남쪽을 향한 부분의 벽에 기대어 있다. 1600년경에 지어진 이 건물은 스위스 3개 주의 통치하에 벨린초나 성에 세워진 몇 안 되는 건물 중 하나이다.

### 관광
성벽 외에도 몬테벨로성에는 고고학 및 시민 박물관이 있다. 박물관은 1974년에 문을 열었으며, 몬테벨로 성의 타워와 이전 주거 지역에 위치해 있다. 역사와 고고학의 두 섹션으로 나뉜다. 역사 섹션에는 15세기의 여러 수도와 희귀한 13세기 세례대 뿐만, 아니라 여러 예술가의 그림과 스케치가 있다. 이 섹션에는 의식용 무기와 군사용 무기 컬렉션도 있다. 고고학 섹션에는 기원전 1400년에서 1500년 사이의 많은 항목과 도자기, 유리 제품, 장례용 항아리, 장식용 물건 및 주 주변의 철과 청동 보석이 포함된다. 박물관은 3월부터 11월까지 개관한다.

## 사소 코르바로

### 성터

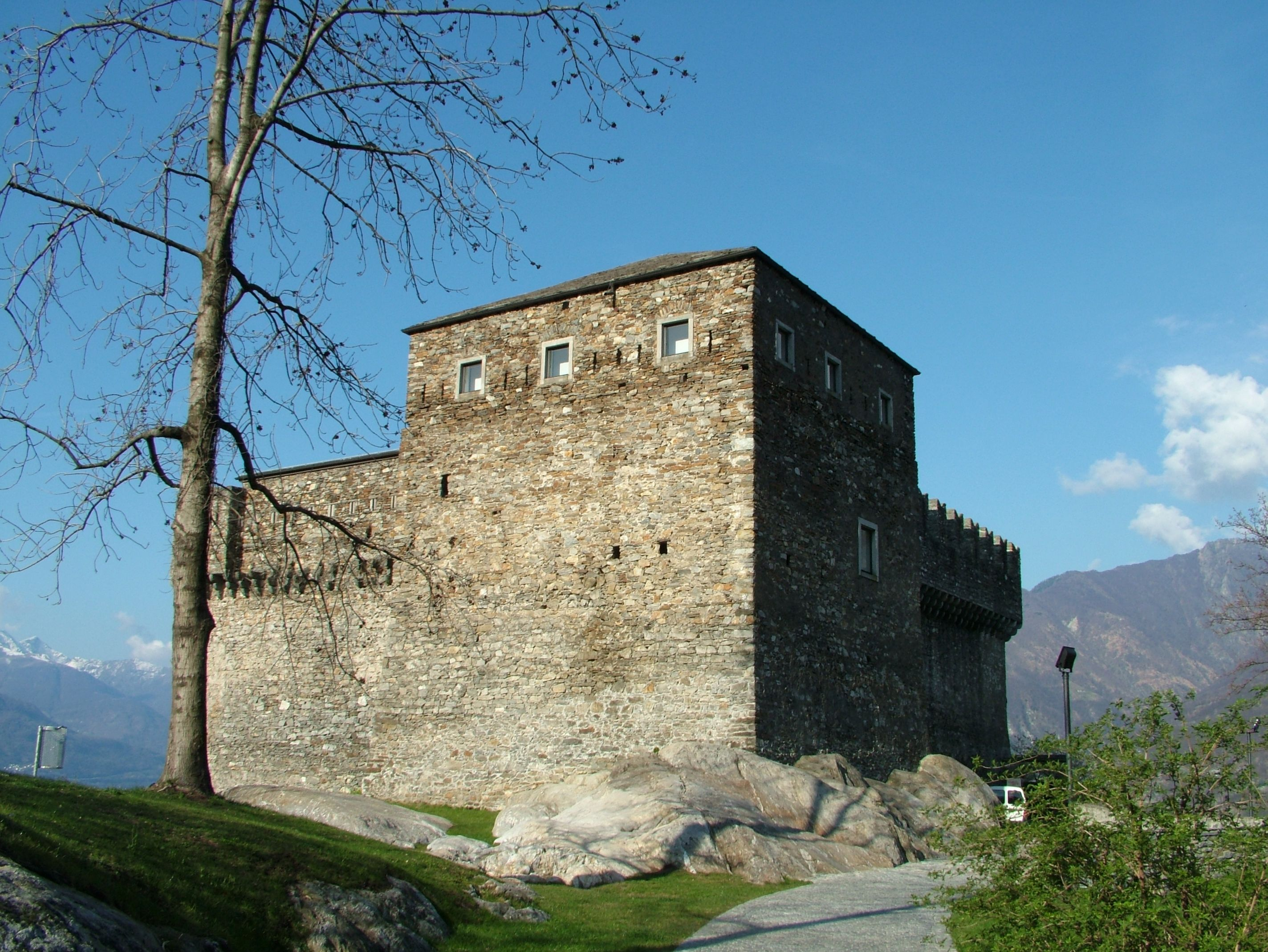
사소 코르바로성

사소 코르바로는 1506년 이후 운터발덴성(Unterwalden Castle)으로, 1818년 이후 성 바르바라성(Saint Barbara's Castle)으로 알려졌으며, 마을에서 남동쪽으로 약 600m 떨어진 바위 언덕에 있다. 다른 두 성들과 달리 사소 코르바로는 성벽에 통합되어 있지 않다. 성의 첫 번째 부분은 1478년에 도시 방어의 격차를 줄이기 위해 지어진 북동쪽 타워였다. 1479년에 작은 수비대가 탑으로 옮겨졌다. 평시에는 타워가 감옥으로 사용되었지만, 1494년에 적어도 한 명의 죄수가 탈출했다. 성벽과 남서 타워는 나중에 추가되었다. 16세기와 17세기 동안 성은 여러 차례 번개를 맞았고, 1900년에는 폐허가 되었다.
요새는 북동쪽과 남서쪽 모서리에 사각형 타워가 있는 25 x 25m 정사각형이다. 동쪽 벽의 두께는 1.8m이고 다른 벽의 두께는 약 1m이다. 모든 벽에는 방어를 위한 마키콜레이션과 스왈로우테일 멜론이 있다. 안뜰의 입구는 서쪽 벽을 통해 이루어지며, 포트쿨리스의 증거가 있다. 남쪽과 서쪽 벽의 2층 건물은 모두 박공 지붕이 있는 거실이었다. 성 채플은 안뜰의 동쪽에 있다.
북동쪽 요새는 현재 4층으로 되어 있지만, 원래 높이와 지붕에 대한 기록은 없다. 성을 점령했을 때 거주지로 사용되었다.

### 볼거리
오늘날 사소 코르바로성에는 17세기에 엠마 가문을 위해 지어진 ‘나무방’인 살라 엠마 포글리아(Sala Emma Poglia)가 있다. 원래 블레니오 계곡의 올리본에 있는 집 현관에 위치한 이 방은 1944년 티치노주에서 구입했으며, 1989년 사소 코르바로로 이전하기 전에 카스텔그란데에 처음 보관되었다. 난방을 제공하는 슈튀바(stüva)라는 스토브도 포함된다. 스토브에는 엠마 가문의 문장(독수리와 사자 문장)이 있다. 박물관에는 임시 전시품도 있다. 3월부터 11월까지 운영된다.